# Gérard Cochet
Pour les articles homonymes, voir Cochet.
 (septembre 2014).
Si vous disposez d'ouvrages ou d'articles de référence ou si vous connaissez des sites web de qualité traitant du thème abordé ici, merci de compléter l'article en donnant les références utiles à sa vérifiabilité et en les liant à la section « Notes et références ».
Gérard Cochet (Le Mesnil-Thébault, 13 octobre 1888 - Paris, 8 janvier 1969) est un peintre, illustrateur et graveur français.

## Biographie
Il grandit dans la région Nantaise, à La Chapelle-sur-Erdre et effectue ses études secondaires, comme son père, chez les jésuites de Vannes. De retour à Nantes, il fait son droit et prend des cours de dessin chez le peintre Girard-Leduc.
Ses aptitudes et son goût pour le dessin lui font choisir une carrière artistique. De 1909 à 1914, il fréquente à Paris l’académie Julian où il suit les cours d’Henri Royer et Marcel Baschet. En 1913, il commence à exposer au Salon des Humoristes.
Engagé volontaire en 1914, caporal, puis sergent au 104e Régiment d’Infanterie, il est blessé le 5 mai 1915 à Ambly-sur-Meuse. Mutilé à 65 % par la perte de son œil droit, il obtient la médaille militaire, et la croix de guerre trois citations.
Ses carnets du sergent Cochet, rassemblant des dessins et croquis faits sur le Front et des éléments de son journal personnel, sont un témoignage précieux de cette expérience douloureuse. Il reprend le travail en 1917 et commence la gravure par le bois de fil, puis le bois debout, enfin la pierre (lithographie) et le cuivre avec les conseils d’André Dauchez.
En 1924, il obtient la bourse Blumenthal pour la gravure.
Il est nommé peintre de la Marine en 1925 (et peintre honoraire en 1946) et a ainsi bénéficié d’embarquements à bord du cuirassé Bretagne en 1926 (Alger, Tunis, Malte), du sous-marin Morse en 1926 (Cherbourg), du croiseur Duguay-Trouin en 1927 (Portsmouth), du cuirassé Richelieu en 1949 (Atlantique, Méditerranée). Il a aussi, à titre privé, effectué dix-sept croisières à la voile à bord du Pelléas II et du Brise-Vent.
En tant que peintre de la Marine, il a aussi exécuté des œuvres pour décorer le carré des officiers ou le salon du commandant de bâtiments : le contre-torpilleur Terrible, le sous-marin Surcouf, le contre-torpilleur Tartu, le bureau du commandant à Orly, l’école des mousses de Brest (aquarelles), l’arsenal de Toulon, etc.
Professeur à l’Académie Ranson de 1932 à 1935, il est membre fondateur et vice-président de La Jeune Gravure contemporaine (1928). Il a aussi été membre de la Société des peintres graveurs, du Salon des Indépendants et du Comité du Salon d'Automne.
Il a peint plus de 1 000 toiles, et exécuté de nombreux dessins, aquarelles et gouaches dont la plus grande partie représente des scènes de campagne et de la vie rurale en Normandie.
Plus connu encore comme graveur (il est, avec Yves Alix, Amédée de La Patellière et Robert Lotiron, parmi les fondateurs du groupe La Jeune Gravure contemporaine), avec de nombreuses pointes sèches, eaux-fortes, lithographies (noires et couleurs), gravures sur bois et quelques céramiques, il a exécuté de très nombreuses illustrations de livres, avec un œuvre maitresse, l’illustration des Fables complètes de La Fontaine (247 pointes sèches).
Chevalier de la Légion d'honneur à titre militaire en 1934, puis officier de la Légion d'honneur au titre des Beaux-Arts en 1954, il s’est éteint à son domicile parisien le 8 janvier 1969.

## Œuvres

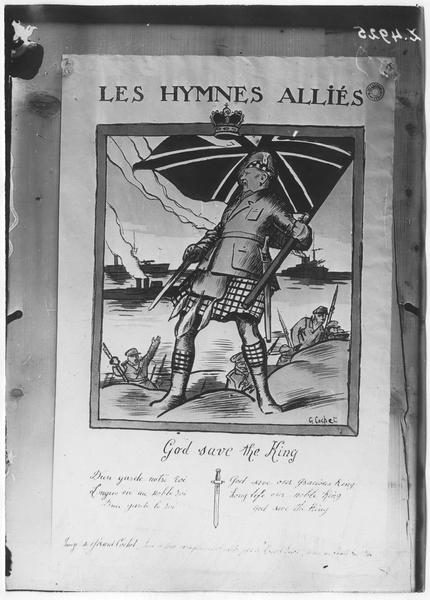
Dessin de la Première Guerre mondiale

### Illustrateur
- En plongée de Bernard Frank, Paris, Édition Arthème Fayard, Le livre de demain, 1928
- Les Aventures du baron de Crac, dessins de Gérard Cochet, Librairie Larousse, Paris, vers 1925
- La Mousson de Louis Bromfield, Paris, Édition Stock, Delamain et Boutelleau, 1930
- Joseph L'Hopital " Ceux de Normandie. Types et coutumes ", Éditions des Horizons de France, Paris, 1930
- La Petite Fille de Jérusalem de Myriam Harry, Arthème Fayard & Cie, éditeurs, Paris, 1930.
- Les Discours du Dr O'Grady d'André Maurois, Le Livre Moderne Illustré 1931
- L’Homme qui assassina de Claude Farrère, Édition Georges Crès & Cie, 1921
- Thérèse Desqueyroux de François Mauriac, Monaco, Les Documents d’art, 1946
- Raboliot de Maurice Genevoix
- Au Pense-Petit de Jean Martet
- Marius, Fanny, César de Marcel Pagnol. Éditions du Panthéon. Collection « Pastel » 1952-1953
- Fort comme la mort, l’Âme étrangère, l’Angélus de Guy de Maupassant, libraire de France 1935